# Anita Malfatti
Pour les articles homonymes, voir Malfatti.
 (octobre 2016).
Anita Catarina Malfatti (née le 2 décembre 1889 - morte le 6 novembre 1964) est une artiste brésilienne pionnière de l'introduction des formes européennes et américaines du modernisme au Brésil. Son exposition solo à São Paulo en 1917–1918 à l'époque controversée, son style expressionniste et le choix de ses sujets étant révolutionnaires par rapport aux habitudes artistiques relativement désuètes des Brésiliens qui, bien qu'ils fussent à la recherche d'une identité artistique nationale, n'étaient pas préparés aux influences que Malfatti introduisit dans le pays. Malfatti fut également très remarquée lors de sa participation à la Semana de Arte Moderna (Semaine d'art moderne) de 1922 où, au sein du Groupe des Cinq, elle participa à une modification radicale de la structure et de la réaction envers l'art moderne au Brésil.

## Contexte historique
L'histoire culturelle qui imprègne le Brésil est indispensable pour comprendre l'évolution des théories sur les finalités de l'art, ainsi que le rôle-clé que jouèrent les artistes modernistes. Il n'y avait à l'époque que peu d'institutions artistiques au Brésil, et le pays manquait d'un enseignement théorique des techniques artistiques qui étaient institutionnalisé dans d'autres pays, comme en France avec l'Académie Royale de Peinture et de Sculpture.
Les années 1920 virent émerger au Brésil le désir d'une vision artistique plus précise et plus formelle, qui se concrétisa essentiellement dans les cercles artistiques de São Paulo. Cependant, en parallèle de ce désir d'innovation existait également une forte volonté de représenter fidèlement les réalités de la vie et de la culture brésiliennes.

## Formation
Malfatti commence ses études à la Universidade Presbiteriana Mackenzie de São Paulo, mais le monde de l'art brésilien, étroit à l'époque, ne satisfait pas son esprit curieux, et elle part pour Berlin, en Allemagne, en 1912. À l'époque, c'est encore l'Europe qui donne le ton en termes de tendances artistiques. Elle y étudie l'expressionnisme allemand et apprend aux côtés d'artistes tels que Fritz Burger-Muhlfeld (1867–1927), Lovis Corinth (1858–1925) et Ernst Bischoff-Culm. Son art est fortement influencé par une exposition qui se déroula à Cologne de mai à septembre 1912, et où le cubisme vola la vedette aux peintres post-impressionnistes. Malfatti y rencontre Homer Boss et part étudier avec lui à New York en 1915.
Elle étudiera également sous la direction de George Bridgman et Dimitri Romanoffsky, mais c'est son expérience avec Boss à la Independent School of Art de New York qui influença le plus ostensiblement son travail. Le style de Malfatti est en effet fortement marqué par le travail que Homer Boss faisait sur l'anatomie humaine, dont il préconisait l'étude exhaustive, insistant sur l'idée de compréhension du corps musculaire. Malfatti s'appuie alors sur ce travail pour affiner sa propre technique. New York est à l'époque un cœur battant du cubisme, et Malfatti une étudiante exceptionnelle au sein de l'Independent School of Art. S'étant ainsi familiarisée avec le style européen, elle acquiert une vision globale du monde artistique, qu'elle rapportera avec elle à São Paulo pour la partager avec d'autres artistes.
La vision européenne du modernisme préconise un traitement subjectif du sujet, ainsi qu'une attitude de rejet envers les mouvements artistiques antérieurs tels que le réalisme ou le romantisme.

## Une œuvre controversée
Une exposition solo des œuvres de Malfatti, intitulée « Exposição de Pintura Moderna » (Exposition de peinture moderne), eut lieu à São Paulo, au Brésil, entre le 12 décembre 1917 et le 11 janvier 1918. Bien que Malfatti ait pris soin d'exclure par avance les œuvres qui auraient pu choquer – elle choisit par exemple de ne pas y exposer ses nus – son travail fut malgré tout fortement critiqué. Tandis qu'à New York, elle était publiquement reconnue comme une artiste d'avant-garde, au Brésil, son œuvre ne fut pas accueillie comme une contribution positive dans la recherche d'une identité artistique nationale. Entre autres, le fait que l'exposition soit entièrement consacrée à l’œuvre d'une seule personne déplut. Au lieu d'apparaître comme un mouvement d'artistes souhaitant amener l'art brésilien à prendre place dans le contexte global des innovations modernistes telles que le post-impressionnisme ou le cubisme, Malfatti fut perçue comme un individu isolé qui perturbait les habitudes prudentes et plutôt conservatrices des Brésiliens, qui ne souhaitaient que voir se poursuivre le romantisme fin-de-siècle qui dominait à l'époque. Ainsi que l'analyse Batista, Anita Malfatti pensa certainement quelque chose comme « Je ne suis pas la seule personne à peindre dans ce style qui vous est étranger ; ailleurs dans le monde, c'est le style nouveau et actuel que beaucoup d'autres artistes expérimentent. » Quoi qu'il en soit, et malgré le fait que Malfatti fût une artiste en phase avec le style et le courant de pensée global, elle n'était perçue au Brésil que comme une artiste étrangère, sans lien avec la culture brésilienne. Ainsi, l'internationalisme de Malfatti n'avait fait que l'éloigner des attentes des Brésiliens envers l'art.
L'art de Malfatti n'était en aucun cas romantique. « Ses innovations formelles, qui comprenaient des distorsions planaires cubistes, une palette vibrante fortement colorée ainsi qu'un dessin percutant, étaient jugées inintelligibles ». Cependant, les œuvres de Malfatti reçurent les éloges de critiques comme Oswald de Andrade, qui connaissait le manifeste futuriste de Marinetti et qui voyait dans son œuvre une véritable liberté de sujet et de style. L'une des spécificités majeures du modernisme brésilien est la proximité de l'avant-garde littéraire avec la peinture et la sculpture. Dans son livre Latin American Art of the 20th Century (L'Art latino-américain du XXe siècle), Edward Lucie-Smith défend l'idée que cette proximité empêcha les œuvres d'être créées en douceur, progressivement, et qu'elle pourvut par ailleurs les artistes de responsabilités culturelles, sociales et politiques dont ils auraient pu être libres. Par exemple, le Pau-Brazil Poetry Manifesto d'Oswald de Andrade prône un :
« Travail de Synthèse Équilibre Achevé Invention Surprise Une nouvelle perspective Une nouvelle échelle Tout effort naturel dans cette direction sera positif. »
Les mouvements littéraires accélérèrent l'explosion artistique de ce qui allait devenir le modernisme brésilien, et la synthèse effectuée par Andrade avec Malfatti et d'autres peintres comme Tarsila do Amaral, ainsi que le reste du Groupe des Cinq, joua un rôle crucial dans le renouvellement de la vision brésilienne de l'art et de la culture, auparavant plus conservatrice.
Par ailleurs, une autre des raisons de l'accueil froid qui fut réservé à l'exposition de Malfatti est le fait qu'elle est une femme. Ses œuvres étaient perçues comme déplacées par rapport à la bienséance féminine de l'époque. Elle fut accusée par le critique Monteiro Lobato de ne pas être dotée d'un authentique tempérament brésilien. Lucie-Smith, parmi d'autres historiens de l'art, estime que cet accueil négatif empêcha son style d'évoluer au-delà de celui des œuvres de son exposition de 1917. « Ses derniers tableaux sont un pas en arrière, naïfs et joyeusement folkloriques ».
La Semaine d'Art Moderne, qui se déroula à São Paulo au Brésil, fut créée en référence à des événements similaires organisés en Europe, comme à Deauville en France, qui avaient pour but de promouvoir le futurisme et la pensée progressiste. La Semaine ne fut pas uniquement une exposition de peinture, mais incluait également des conférences, des expositions d'architecture, de musique et des lectures de poésie. La Semaine d'Art Moderne choisit de ne pas mettre en valeur la formation académique. De fait, des styles artistiques variés y étaient exposés, ce qui est par ailleurs un signe révélateur de l'absence d'organisation structurée de l'événement. « Des orientations diverses furent choisies : depuis le post-impressionnisme jusqu'au cubisme mal digéré ». Bien que le cubisme et l'art déco devinrent plus tard des styles majeurs du mouvement moderniste, ce sont les premières œuvres de Malfatti qui eurent le plus d'impact sur le Brésil.
Malfatti était membre du cercle d'artistes modernistes appelé le Groupe des Cinq, qui comptait parmi ses membres Tarsila do Amaral (1886–1973), Mário de Andrade (1893–1945), Oswald de Andrade (1890–1954) et Menotti Del Picchia (1892–1988). Cependant Mafatti se distingua davantage en tant qu'instigatrice du modernisme que comme membre actif du mouvement, comme ce fut le cas par exemple de la peintre Tarsila do Amaral. Pendant la Semaine d'Art Moderne, Anita Malfatti et Oswald de Andrade organisèrent des ateliers pour enfants dans l'espoir que la stimulation de leur intérêt pour la spontanéité et la créativité artistiques aiderait à prolonger le mouvement moderniste.
Le parcours de Malfatti est singulier en cela qu'elle fut une peintre brésilienne révolutionnaire. Ses origines sociales aisées lui permirent de voyager et ainsi d'être exposée à des influences artistiques globales, qu'elle rapporta dans son Brésil natal. Guidée par sa recherche d'une identité artistique propre, ainsi que par les influences des mouvements modernistes européen et américain, son œuvre reflète avec acuité les idéaux de progrès du XXe siècle. Bien que son œuvre n'ait jamais réellement dépassé sa percée initiale, ce premier impact fut suffisant pour exercer une influence durable sur les autres peintres brésiliens modernistes.

## Évolution artistique
Le style de peinture d'Anita Malfatti a été critiqué pour n'avoir pas évolué, du point de vue artistique, à la suite de sa confrontation traumatisante avec les attentes artistiques brésiliennes lors de son exposition de retour au pays en 1917. Bien que Lucie-Smith soit plutôt sévère quand il affirme qu'aucun de ses travaux postérieurs à A Boba (L'Idiote) n'a de valeur, il est pertinent de constater que son style devint beaucoup plus édulcoré et « respectable » que ce qu'il avait pu être. Son exposition de 1917-1918 était d'ailleurs déjà une version édulcorée de son travail puisque, pour éviter le scandale, elle en avait entre autres exclu ses nus.
L'évolution de son style peut être analysée par la comparaison entre deux de ses œuvres : A Boba, peint en 1916, qui est son tableau le plus célèbre, et O Canal e a Ponta, peint en 1940, qui par comparaison est bien moins subversif, à la fois dans son style et dans le choix de son sujet.
Dans A Boba, la gamme colorée est extrêmement vive et frappante. Malfatti fait un usage remarquable des couleurs primaires, et choisit de tracer les contours de son sujet en noir, ce qui définit clairement la forme de la chaise et de la femme, laissant l'arrière-plan imprécis. Les coups de pinceau sont amples et imparfaits, créant dans le tableau un sentiment d'instabilité de l'espace. En effet, la femme et le fond semblent juxtaposés sur un même plan, uniquement séparés par le mouvement des couleurs et les formes. Le choix de représenter une femme assise sur une chaise n'est pas extraordinaire en soi, mais le titre de l’œuvre, ainsi que le coup d’œil étonnant que la femme jette vers le haut, expliquent pourquoi le tableau a pu choquer la culture conservatrice brésilienne. Non seulement le tableau de Malfatti semble être une représentation de la face honteuse de la société, mais il s'inscrit dans une époque où le Brésil était à la recherche d'un « style brésilien ». Dans ce contexte, l'image que Malfatti donne du Brésil est ambigüe.
Influente à ses débuts sur la scène de l'art moderniste du Brésil, ses dernières œuvres semblent emprunter un style plus ancien et serein. Ses tableaux ne sont plus aussi choquants, et délaissent le mélange de cubisme et d'impressionnisme qu'elle avait développé. Son tableau O Canal e a Ponta, réalisé en décembre 1940, n'a pas le caractère ni le style surprenants de A Boba. Les coups de pinceau sont plus petits, de taille régulière, et tous orientés dans la même direction, comme s'ils n'étaient qu'un moyen pour l'expression de la couleur. La gamme colorée est également moins frappante : bien que maîtrisée, elle est dépourvue des contrastes vifs qui font de A Boba une œuvre remarquable. Plutôt que de jouer sur des couleurs opposées, O Canal e a Ponta est une seule et même variation autour de nuances profondes qui varient légèrement en fonction des reflets de la lumière. Le tableau reste de qualité, mais dans un style beaucoup plus traditionnel. Le style employé par Malfatti renvoie plutôt à un expressionnisme édulcoré, et n'utilise aucun des effets cubistes qui, dans ses premières œuvres, créaient un espace abstrait. Même le choix du sujet est plus traditionnel et « européen ». Il s'agit d'un décor très tranquille représentant un pont traversant une rivière, entouré de deux arbres et de quelques maisons alignées le long d'un chemin, le tout sous un ciel serein.
Les critiques pensent que Malfatti a été découragée par la réception qui a été faite de son exposition de 1917, qui provoqua de nombreux débats, et il semble plausible qu'elle ait cherché par la suite à plaire davantage à son public. Cependant, à la même époque, d'autres peintres comme Tarsila do Amaral atteignaient un haut degré de sophistication dans leur recherche d'une identité et d'une culture proprement brésiliennes. Bien que le courage et le style formellement étudié de Malfatti aient permis d'introduire un nouveau courant artistique au Brési, on peut estimer qu'elle sacrifia en quelque sorte sa carrière pour ouvrir la voie aux artistes suivants. Cela dit, Anita Malfatti reste célébrée comme l'artiste qui a apporté le modernisme au Brésil, et fait partie du panthéon des grands artistes brésiliens.

## Expositions
- Esposição de Pintura Moderna Anita Malfatti 12 décembre 1917 – 11 janvier 1918
- Semana de Arte Moderna, São Paulo, 1922
- Museu de Arte de São Paulo, 1949
- Museu de Arte Moderna de São Paulo, 1951